# High Bray
High Bray – wieś w Anglii, w Devon, w dystrykcie North Devon. W 1961 roku civil parish liczyła 150 mieszkańców. High Bray jest wspomniana w Domesday Book (1086) jako Brai/Braia.